# Bembidion rufinum
Bembidion rufinum är en skalbaggsart som beskrevs av Carl Hildebrand Lindroth. Bembidion rufinum ingår i släktet Bembidion och familjen jordlöpare. Inga underarter finns listade i Catalogue of Life.